# Varaș
Varaș (în ucraineană Вараш) este un oraș din Ucraina.

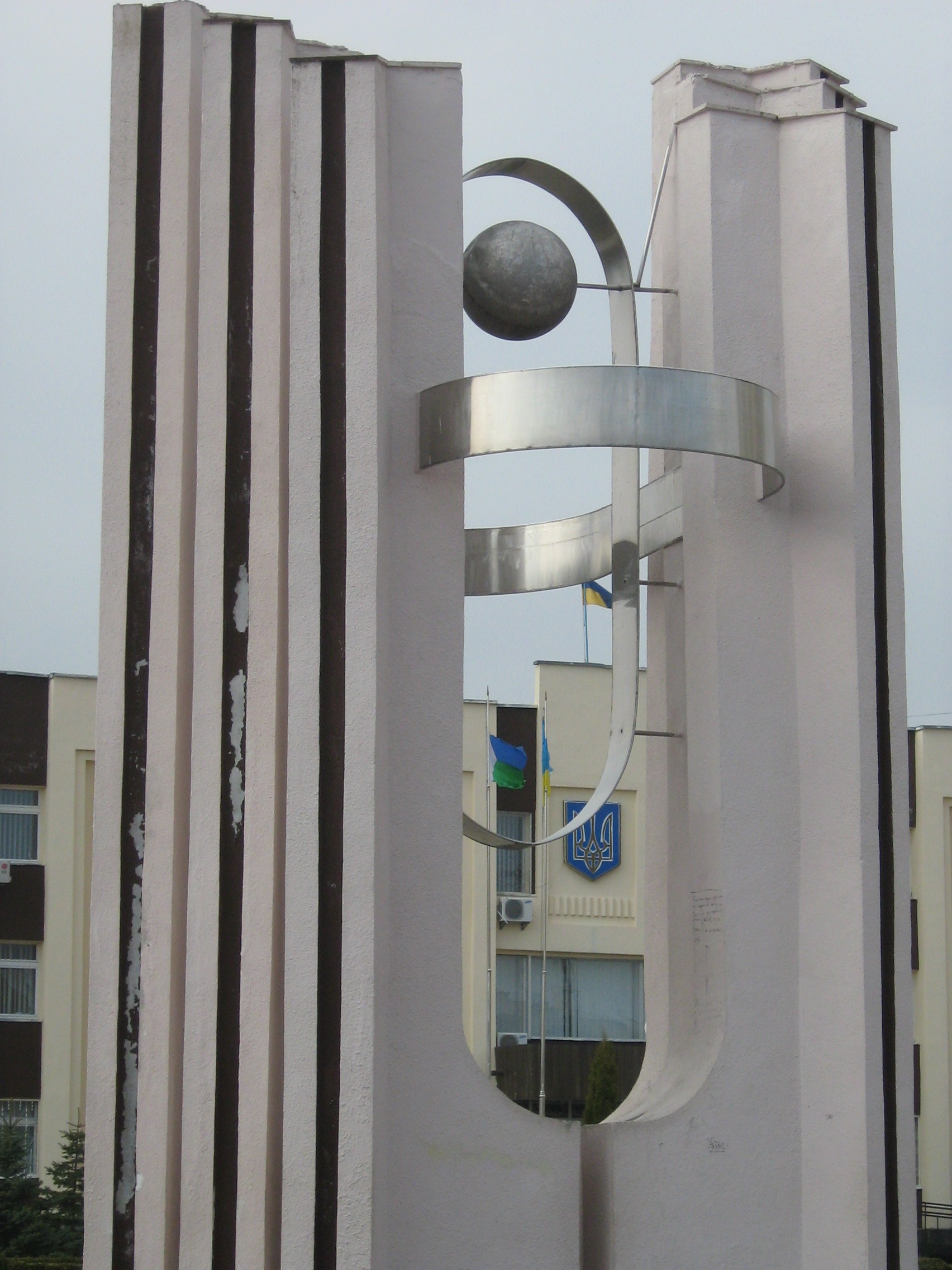
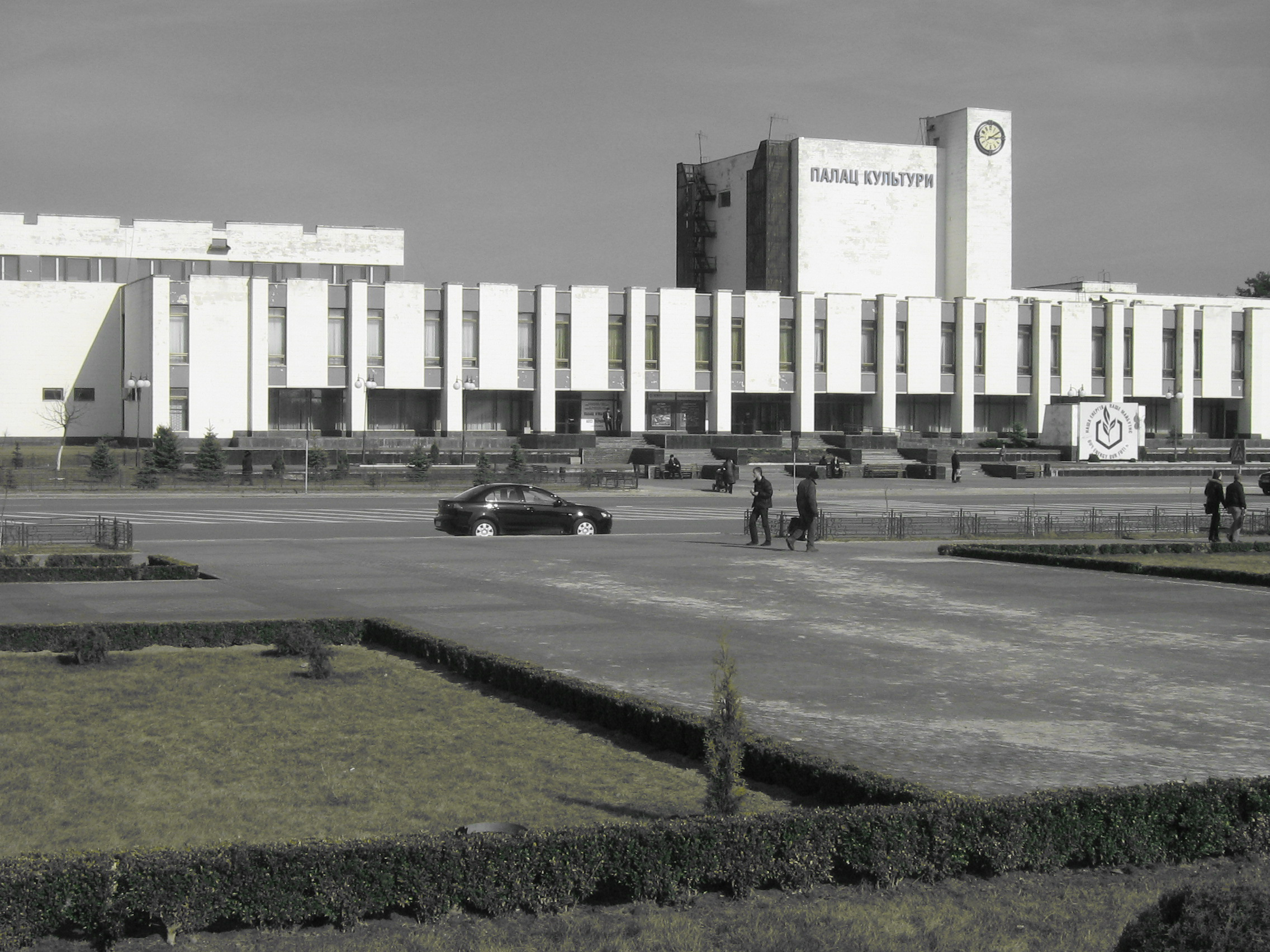
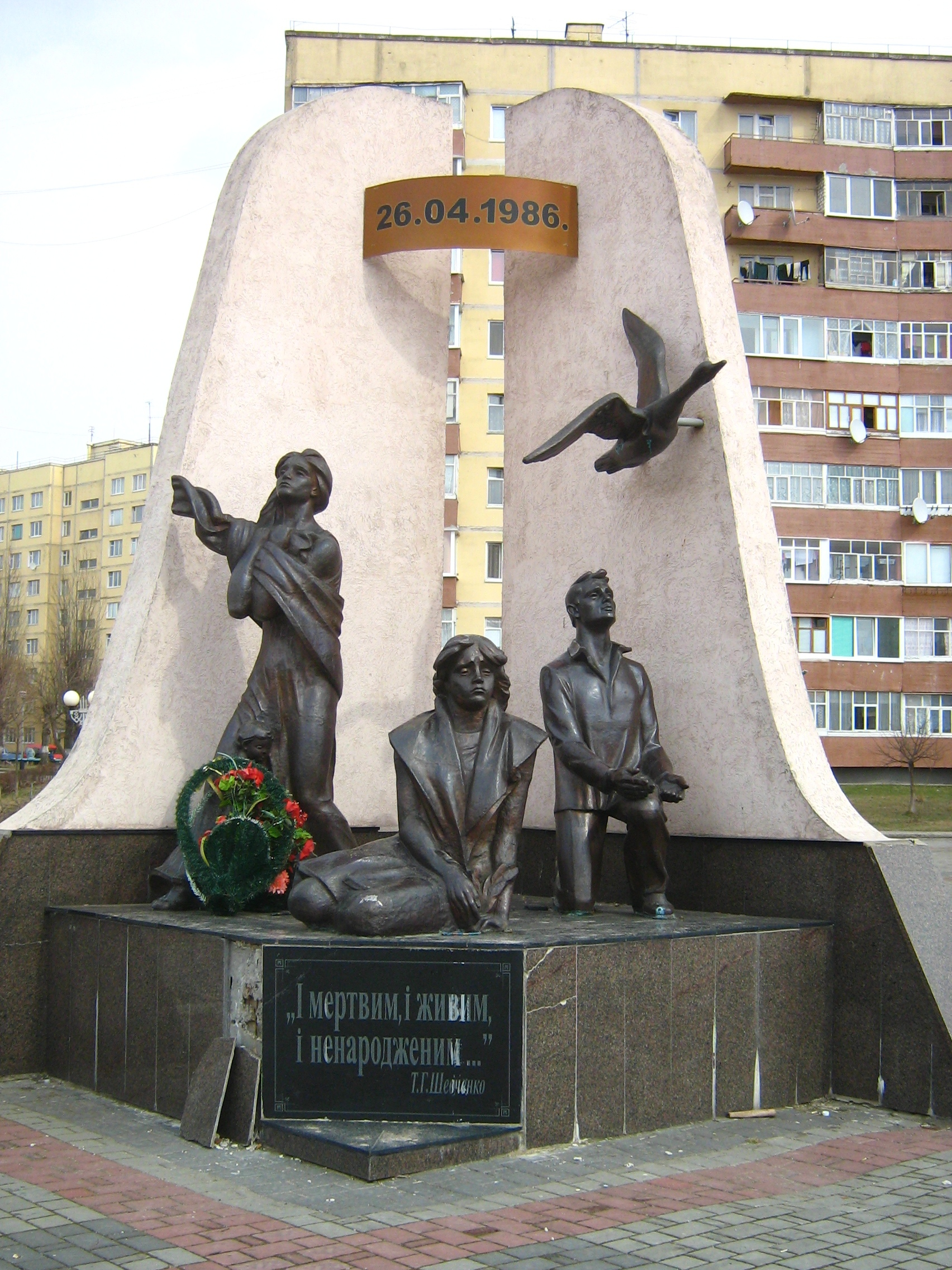
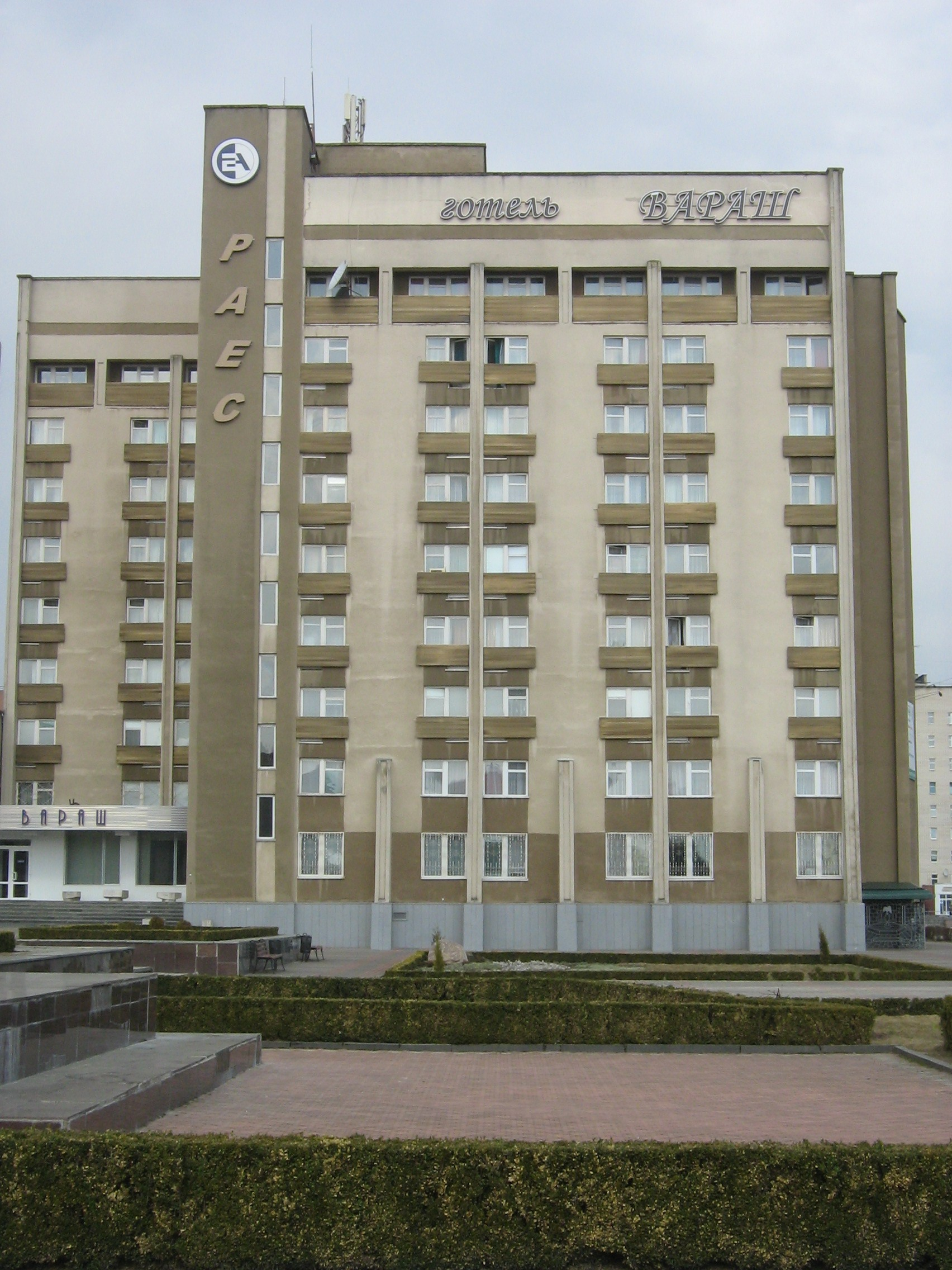
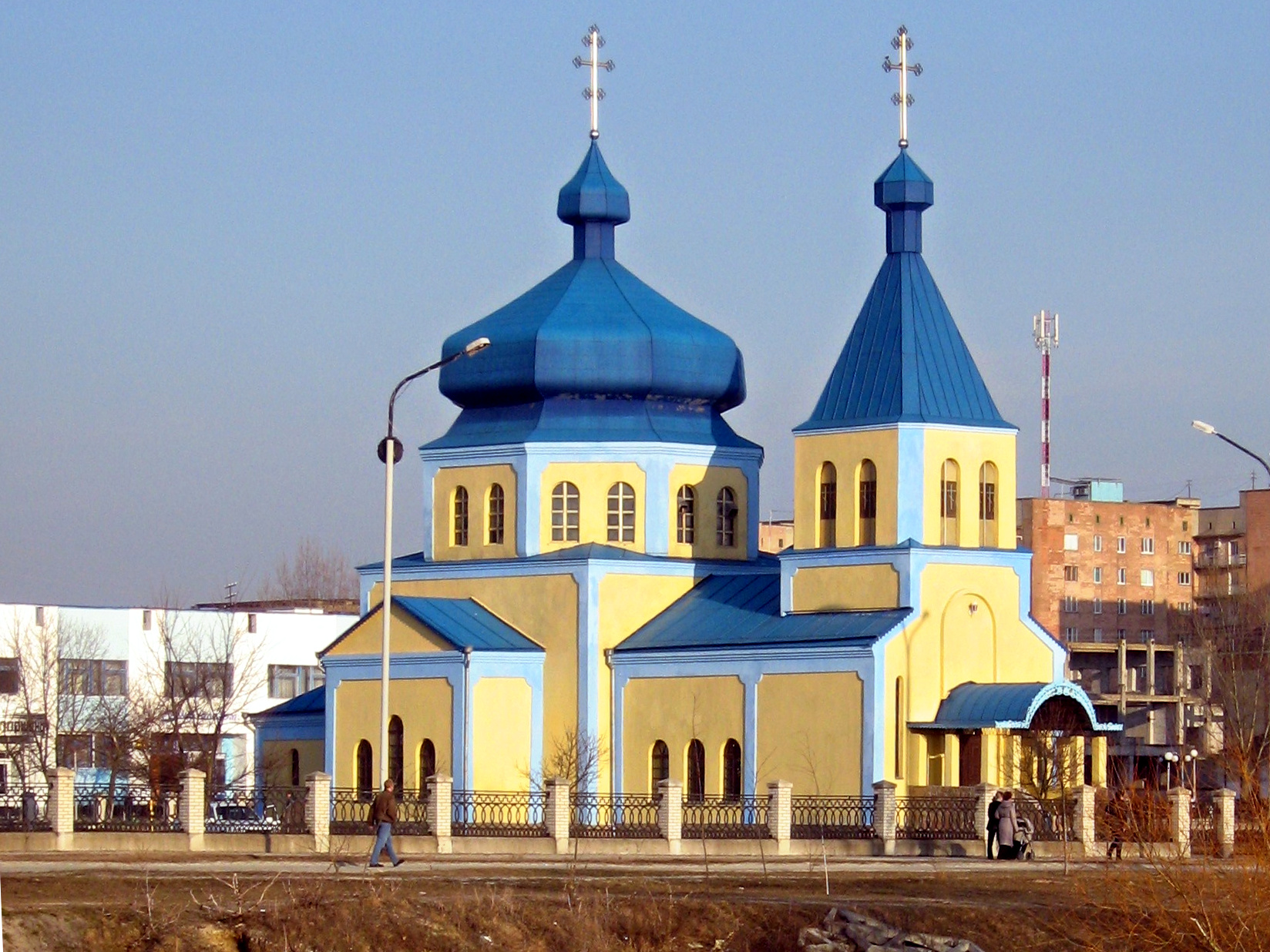
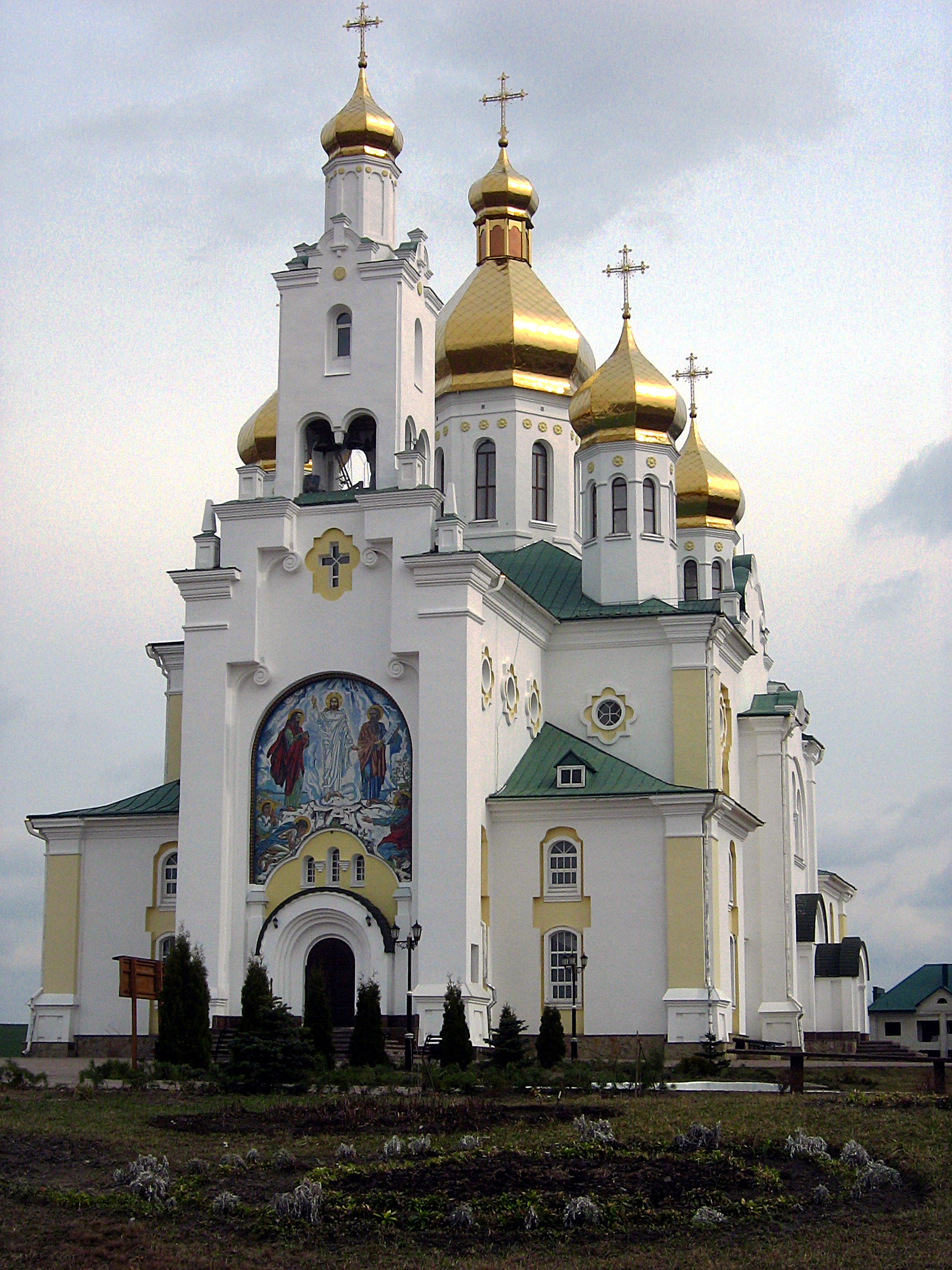
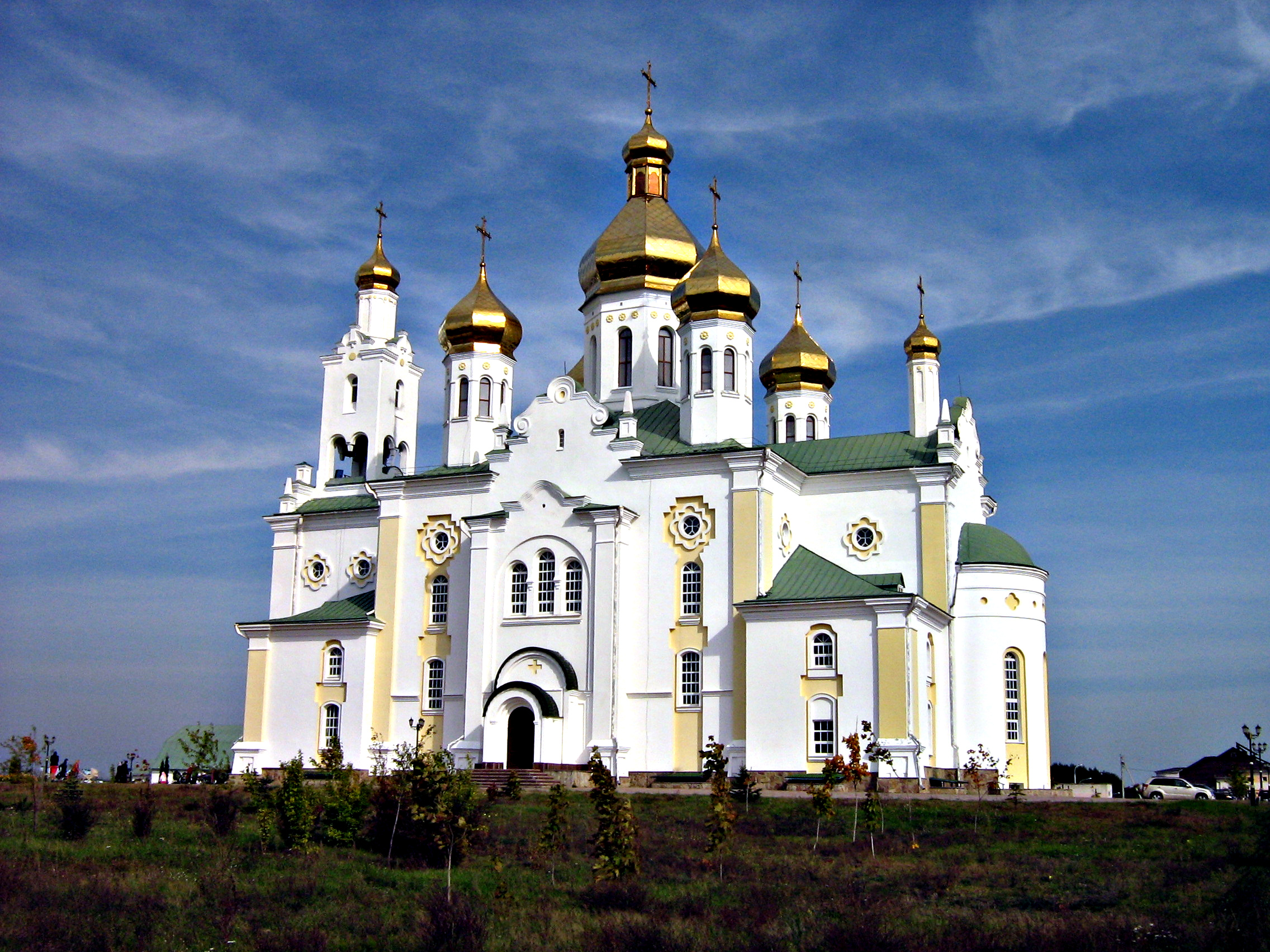
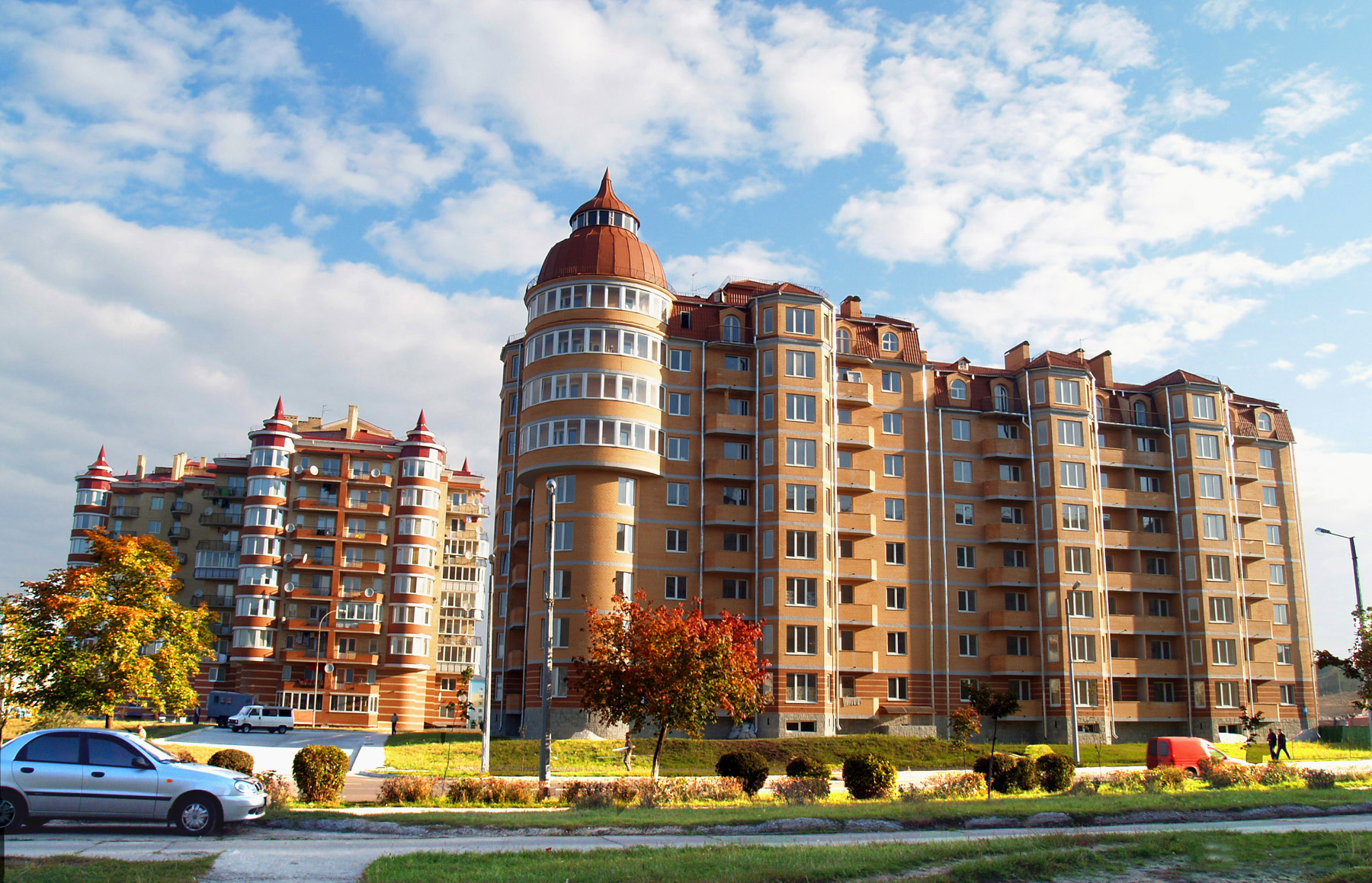

## Demografie
Componența lingvistică a orașului Varaș
     Ucraineană (90,42%)
     Rusă (9,27%)
     Alte limbi (0,21%)
Conform recensământului din 2001, majoritatea populației orașului Varaș era vorbitoare de ucraineană (90,42%), existând în minoritate și vorbitori de rusă (9,27%).